# Ofensiva del Vístula-Óder
La ofensiva Vístula-Óder conocida en la historiografía soviética como operación ofensiva estratégica del Vístula-Óder, (en ruso: Висло-Одерская стратегическая наступательная операция) fue una importante operación estratégica emprendida por el Ejército Rojo hacia el final de la Segunda Guerra Mundial al oeste del Vístula, en el territorio polaco. 
La operación se desarrolló entre el 12 de enero y el 2 de febrero de 1945, convirtiéndose en una de las más exitosas ofensivas soviéticas contra la Wehrmacht en el frente Oriental. En menos de un mes los soldados soviéticos cruzaron la llanura polaca desde el río Vístula hasta alcanzar la Línea Oder-Neisse, situándose a menos de sesenta kilómetros de Berlín. Los alemanes sufrieron graves bajas tanto en hombres como en material, mientras que el avance soviético dejó aisladas a muchas de sus unidades en Breslau, Poznan, Pomerania y Prusia Oriental. 

## Antecedentes
En el verano de 1944, tras liberar Bielorrusia de la ocupación alemana durante la exitosa operación Bagration, el Ejército Rojo entró en Polonia y liberó la parte oriental, estableciendo el Gobierno de Lublin bajo patrocinio soviético. A continuación se encargó de asegurar su cruce por el río Vístula, con el establecimiento de varias cabezas de puente entre el 27 de julio y el 4 de agosto. El Primer Frente Ucraniano de Iván Kónev capturó otra cabeza de puente adicional en Sandomierz durante la Ofensiva Leópolis-Sandomierz.
Sin embargo, durante el resto de 1944 el frente de Polonia se mantuvo inactivo debido al alargamiento de las líneas de aprovisionamiento del Ejército Rojo. Indirectamente, esto permitió que las Waffen-SS pudieran aplastar el alzamiento de Varsovia que estaba teniendo lugar en ese momento. Las unidades soviéticas no llegaron a intervenir y Stalin se limitó solo a dar un apoyo limitado a los rebeldes polacos de la capital. El general Zygmunt Berling, con su 1.er Ejército polaco integrado en el Ejército Rojo, intentó contactar con sus compatriotas sitiados en el interior pero la tentativa fracasó. 
Para la ofensiva de 1945, el Ejército Rojo habían alineado una gran cantidad de hombres y armamento a lo largo del frente, superando numéricamente a sus enemigos. El jefe de inteligencia alemana en el Frente Oriental, el general Reinhard Gehlen, le entregó al general Heinz Guderian sus apreciaciones acerca de la naturaleza de la fuerza atacante soviética. Guderian le presentó los resultados a Adolf Hitler, quien desestimó la aparente fuerza real del adversario considerándola como «el mayor impostor desde Gengis Kan». Como las divisiones que habían participado en la fallida ofensiva alemana de las Ardenas en el frente Occidental no podían dirigirse rápidamente a Polonia, Guderian propuso evacuar lo que quedaba del Grupo de Ejércitos Norte atrapado en la Bolsa de Curlandia hacia Alemania y reforzaran este frente, algo que Hitler rechazó tajantemente. Además, Hitler ordenó que el 6.º Ejército Panzer-SS de Sepp Dietrich se trasladara hacia Hungría para que apoyara la Ofensiva del lago Balaton.
Guderian, disconforme con la «estrategia de avestruz» propuganda por el cuartel general de Hitler, se dispuso a abandonar la reunión cuando Hitler le señalóː «El frente oriental nunca ha contado con una reserva tan poderosa como en estos momentos, y eso ha sido obra suya. Se lo agradezco.» «El Frente Oriental» -repuso Guderian- «es como un castillo de naipesː basta con romperlo por un punto para que se venga abajo en su totalidad.» Curiosamente, Goebbels había empleado el mismo símil en 1941 para referirse al Ejército Rojo.
Las fuerzas soviéticas se encontraban compuestas de dos grandes unidades: el 1.º Frente Bielorruso al mando del mariscal Gueorgui Zhúkov y el 1.º Frente Ucraniano al mando del mariscal Iván Kónev. A estos dos ejércitos les estaba previsiblemente reservada la toma de Berlín y, en consecuencia, en octubre de 1944 Iósif Stalin había sustituido a Konstantín Rokossovski del mando del 1.º Frente Bielorruso para destinarlo al 2.º Frente Ucraniano, al que se había encargado la conquista de Prusia Oriental: Rokossovski era de origen polaco y Stalin no quería que nadie relacionado con esa nacionalidad pudiera reivindicar la simbólica conquista de Berlín.
La ofensiva se lanzaría desde cinco cabezas de puente en el Vístula. El Primer Frente Bielorruso (Georgi Zhukov) avanzaría desde Pulawy y Magnuszew, al sur de Varsovia, y se dirigiría hacia Poznan, el Primer Frente Ucraniano (Iván Kónev) avanzaría desde Baranów hasta Breslau, y el Segundo Frente Bielorruso (Konstantín Rokossovski), en Rozan y Serock, atacarían Danzing y la desembocadura del Vístula. Mientras tanto más al norte, el Tercer Frente Bielorruso (Iván Cherniajovski) atacaría desde el río Pregel hacia Königsberg, allí aislaría al 3.er Ejército Panzer alemán del resto del Grupo de Ejércitos Centro y rodearía al 4.º Ejército alemán en la zona de los lagos Masurianos.

## Orden de batalla

### Ejército Rojo
Dos frentes del Ejército Rojo estuvieron directamente involucrados. El Primer Frente Bielorruso, que controlaba el sector alrededor de Varsovia y hacia el sur en las cabezas de puente de Magnuszew y Puławy, estaba dirigido por el mariscal Gueorgui Zhúkov; El Primer Frente Ucraniano, que ocupaba la cabeza de puente de Sandomierz, estaba dirigido por el mariscal Iván Konev.
Primer Frente Bielorruso - comandante, mariscal de la Unión Soviética Gueorgui Zhúkov
- 47.° Ejército, comandante Franz Perjorovich
- 1.er Ejército polaco, comandante general Stanislav Poplavsky
- 3.er Ejército de Choque, comandante Nikolái Simoniak
- 61.º Ejército, comandante Pável Belov
- 1.er Ejército de Tanques de la Guardia, comandante Mijaíl Katukov
- 2.do Ejército de Tanques de la Guardia, comandante Semión Bogdanov
- 5.º Ejército de Choque (en la cabeza de puente de Magnuszew), comandante Nikolái Berzarin
- 8.° Ejército de la Guardia (en la cabeza de puente de Magnuszew) - comandanteː Vasili Chuikov
- 69.° Ejército (en la cabeza de puente de Puławy) - comandanteː Vladímir Kolpakchi
- 33.° Ejército (en la cabeza de puente de Puławy) - comandanteː Viacheslav Tsvetaev

Primer Frente Ucraniano - comandante, mariscal de la Unión Soviética Iván Kónev
- 21.er Ejército - comandanteː Dimitri Gúsev
- 6.° Ejército - comandanteː Vladímir Gluzdovski
- 3.er Ejército de la Guardia - comandanteː Vasili Gordov
- 13.er Ejército - comandanteː Nikolái Pujov
- 4.º Ejército de Tanques - comandanteː Dimitri Leliushenko
- 3.er Ejército de Tanques de la Guardia - comandante. Pável Rybalko
- 52.° Ejército - comandanteː Konstantín Korotéiev
- 5.º Ejército de la Guardia - comandanteː Alekséi Zhadov
- 59.° Ejército - comandanteː Iván Koróvnikov
- 60.º Ejército - comandanteː Pável Kurochkin

Zhúkov y Kónev disponían entre ambos de 163 divisiones para la operación con un total de 2 203 000 soldados, 4.529 tanques, 2.513 cañones de asalto, 13 763 piezas de artillería de campo (de 76 mm o más), 14 812 morteros pesados, 4936 armas antitanque, 2198 cohetes Katyusha y 5000 aviones.

### Wehrmacht

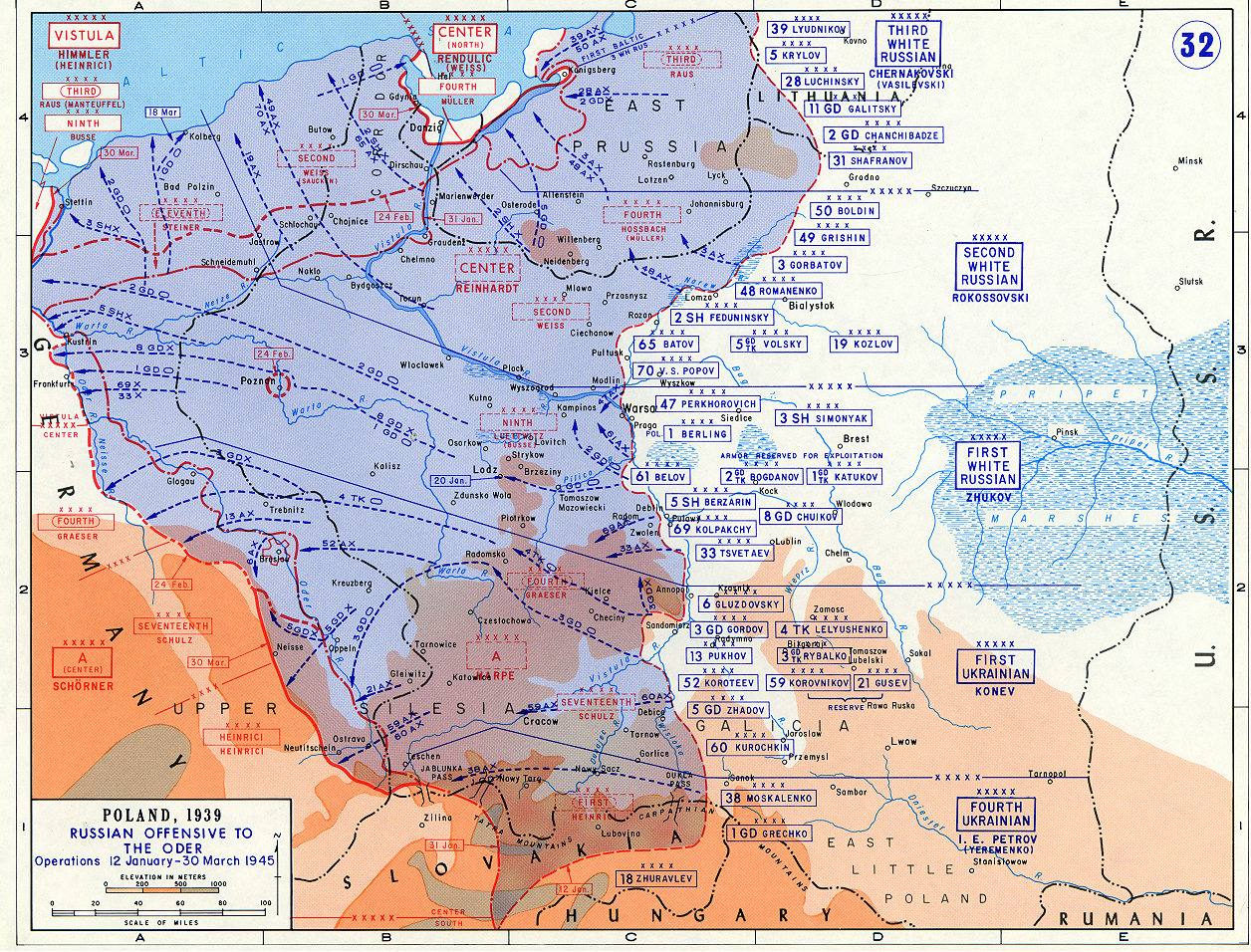
Disposición de las fuerzas y posterior avances del Ejército Rojo

Las fuerzas soviéticas en este sector se enfrentaron al Grupo de Ejércitos A, que defendía un frente que se extendía desde posiciones al este de Varsovia hacia el sur a lo largo del Vístula, casi hasta la confluencia del San. En ese punto había una gran cabeza de puente soviética sobre el Vístula en la zona de Baranów luego el frente continuaba hacia el sur hasta Jasło.
Grupo de Ejércitos A - comandante, coronel general Josef Harpe (quien fue reemplazado, una vez iniciada la ofensiva, por el coronel general Ferdinand Schörner el 20 de enero). Tres ejércitos alemanes conformaban esta gran unidad:
- 9.º Ejército (ubicado cerca de Varsovia) - comandante, general Smilo Freiherr von Lüttwitz hasta el 20 de enero; luego general Theodor Busse
  - LVI Cuerpo Panzer (General Johannes Block)
  - XXXXVI Cuerpo Panzer (General Walter Fries)
  - VIII Cuerpo (General Walter Hartmann)
- 4.º Ejército Panzer, (situado en la confluencia de los ríos San y Vístula) - comandante, general Fritz-Hubert Gräser
  - XLII Cuerpo (General Hermann Recknagel)
  - XXIV Cuerpo Panzer (General Walther Nehring)[12]
  - XLVIII Cuerpo Panzer (General Maximilian Reichsfreiherr von Edelsheim)
- 17.º Ejército, (en el sur) - comandante, general Friedrich Schulz
  - LIX Cuerpo (General Edgar Rohricht)
  - XI Cuerpo (General Rudolf von Bünau)
  - XI Cuerpo Panzer de las SS (SS-Obergruppenfuhrer Matthias Kleinheisterkamp

En total eran 400 000 soldados, 4100 piezas de artillería y 1150 tanques. El Grupo de Ejércitos A comandado por el coronel general Josef Harpe, que el 20 de enero fue reemplazado por el coronel general Ferdinand Schörner. La sección norte del frente era defendida por el 2.º Ejército, integrado en el Grupo de Ejércitos Centro. La inteligencia alemana había previsto una superioridad numérica del enemigo en relación de 3 a 1, aunque la realidad era que la relación era de 5 a 1.

## Desarrollo de las operaciones

### Ofensiva soviética y hundimiento del Frente
La ofensiva comenzó en la cabeza de puente de Baranow (Sandomierz) a las 04:35 del 12 de enero con un intenso bombardeo por parte de la artillería del Primer Frente Ucraniano sobre las posiciones del 4.º Ejército Panzer. El bombardeo concentrado contra las divisiones del XLVIII Cuerpo Panzer que se habían desplegado frente a la cabeza de puente logró destruir la capacidad de respuesta de los alemanes; un comandante de batallón de la 68.ª División de Infantería declaró:

Empecé la operación con un batallón [...] después de que se aclarara el humo de la preparación artillera soviética [...] tenía solo un pelotón de soldados que me habían dejado en condiciones de combate.

La andanada inicial fue seguida por ataques de reconocimiento y bombardeos más pesados a las 10:00h. Cuatro horas después, la fuerza de ataque principal compuesta por el 3.º Ejército de Guardias y el 4.º Ejército de Tanques inició el avance. Para entonces el 4.º Ejército Panzer ya había perdido el 60% de su artillería y el 25% de sus tropas. Esto fue consecuencia de la negativa de Hitler a seguir el consejo de Guderian, que había insistido en la conveniencia de retrasar el grueso de las fuerzas defensivas veinte kilómetros tras la línea del frente, fuera del alcance del bombardeo de artillería soviético y dejando margen para poder organizar contraataques allí donde se considerara necesario. Hitler se negó rotundamente a ceder «20 kilómetros sin oponer resistencia».

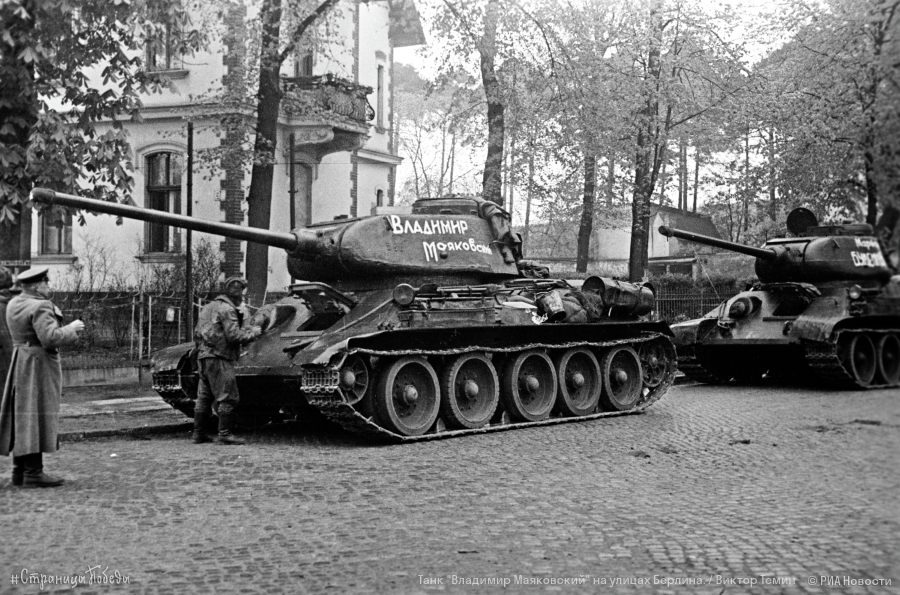
Tanques T-34/85 soviéticos del Ejército de Tanques de la Guardia

Las unidades soviéticas hicieron un rápido progreso, moviéndose con la intención de cercar a los defensores de Kielce. Para el 14 de enero las fuerzas de Kónev habían logrado cruzar el río Nida a través de varios puntos, y siguieron avanzando en dirección a Radomsko y el río Varta. Por entonces las unidades del 4.º Ejército Panzer habían perdido la cohesión aunque el XXIV Cuerpo Panzer mantuvo sus líneas en Kielce hasta el anochecer del día 16, cuando su comandante tomó la decisión de retirarse. Ese mismo día, 16 de enero, Hitler abandonó, por última vez, el cuartel general del Nido del Águila y regresó a la Cancillería de Berlín. Nada más llegar destituyó a Harper y los sustituyó por Ferdinand Schörner al que mandó llamar desde la Bolsa de Curlandia y le ordenó que detuviera la embestida soviética pero sin proporcionarle refuerzos ni suministros de ningún tipo.
Georgi Zhúkov inició su propio ataque el 14 de enero, realizando dos cruces al norte de la posición de Kónev. El Primer Frente Bielorruso abrió fuego contra las posiciones del 9.º Ejército alemán desde las cabezas de puente de Magnuszew y Puławy a las 08:30h, volviendo a realizarse un intenso bombardeo artillero. Los ejércitos soviéticos 33.º y 69.º rompieron el frente en Puławy y abrieron una brecha con una profundidad de 30 kilómetros, mientras que 5.º Ejército de Choque y el 8.º Ejército de Guardias rompían el frente en Magnuszew. El avance del 69.º Ejército fue especialmente exitoso, pues logró la desintegración del LVI Cuerpo Panzer después de que este emprendiera la retirada. A pesar de que el 9.º Ejército emprendió algunos contraataques locales, todos ellos fracasaron; las tropas 69.º Ejército finalmente rompieron la última línea defensiva y tomaron Radom, mientras que unos kilómetros al sur también caía Sochaczew y otras unidades iniciaban el avance hacia Łódź. El 47.º Ejército soviético cruzó el Vístula y comenzó a rodear Varsovia por el norte, mientras el 61.º Ejército soviético y el 1.er Ejército polaco cercaban la capital por el sur. Al entrar en la ciudad, las tropas soviéticas descubrieron que la mayor parte de la pequeña guarnición alemana había huido, a pesar de las órdenes de Hitler de defender Varsovia hasta la muerte.

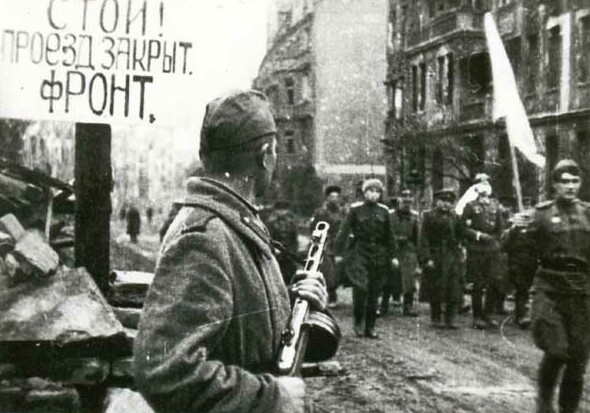
Delegación de oficiales alemanes que llegan para negociar la capitulación de Festung Breslau

Hitler había ideado la creación de «ciudades-fortalezas» (Festung), las cuales deberían resistir el embate soviético y, si bien algunas como Breslau lograron retrasar temporalmente la ofensiva soviética, la mayoría fracasaron en el objetivo de detener el avance soviético, por lo que fueron fácilmente rodeadas y sus guarniciones destruidas. En vista de su enorme superioridad material y efectivos, el Ejército Rojo podía permitirse continuar su avance y dejar atrás los correspondientes contingentes de tropas de infantería, para posteriormente destruir las «fortalezas» de Hitler. Este sabía que dichas fortalezas estaban condenadas al fracaso, puesto que la falta de combustible y de aviones de que adolecía la Luftwaffe, hacía imposible su abastecimiento por aire, además su política privó al Grupo de Ejércitos Vístula de tropas con experiencia. Desde el punto de vista militar, la defensa de las numerosas ciudades del Frente Oriental que habían sido declaradas «fortalezas» fue un sacrificio completamente insensato de decenas de miles de vidas humanas.
Llegado a este punto Guderian aún creía que se podía detener el avance soviético para ello instó a Hitler a que detuviera la ofensiva en las Ardenas y mandara parte de esas tropas al Este. Para su sorpresa Hitler aceptó y le comunicó que enviaría el 6.º Ejército Panzer SS pero no a Polonia, como él había solicitado, sino a Hungría donde debía lanzar una ofensiva para liberar los campos petrolíferos al oeste de Budapest. La ofensiva resultante, llamada ofensiva del lago Balatón, fue un fracaso, que diezmó los pocos recursos blindados de los que aún disponía la Wehrmacht, sin afectar sustancialmente a la ofensiva soviética.
La única respuesta alemana importante se produjo el 15 de enero, cuando Hitler ordenó a la División Grossdeutschland de Dietrich von Saucken que avanzara desde Prusia Oriental para cubrir la brecha que los soviéticos habían causado en el sector del 4.º Ejército Panzer, pero el avance de las fuerzas de Zhúkov la obligaron retirarse a Łódź antes incluso de haber alcanzado su objetivo. Después de cubrir el avance del 9.º Ejército, la división se vio obligada a retirarse hacia el Varta.

### Se consuma el desastre alemán

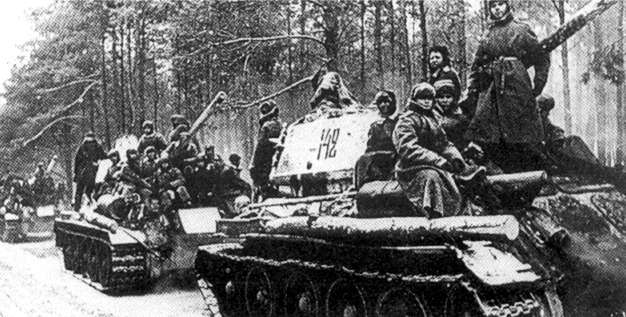
Una unidad blindada soviética durante la Ofensiva del Vístula-Óder

El 17 de enero, Kónev recibió dos nuevos objetivos: avanzar hacia Breslau con sus fuerzas mecanizadas, y usar las fuerzas blindadas de los ejércitos 59.º y 60.º para iniciar un ataque en el flanco sur hacia el corazón industrial de la Alta Silesia a través de Cracovia. La antigua capital polaca fue asegurada en buen estado el 19 de enero después de haber sido cercada por los ejércitos 59.º y 60.º junto al 4.º Ejército de Tanques de la Guardia, obligando a los defensores alemanes a retirarse apresuradamente.
La segunda fase de la ofensiva del 1.º Frente Ucraniano era aún más compleja, dado que sus fuerzas debían cercar y asegurar toda la región industrial de la Silesia Superior, donde además tendrían que hacer frente al 17.º Ejército del general Friedrich Schulz. Kónev ordenó que los ejércitos 59.º y 60.º avanzaran frontalmente, mientras que el 21.º Ejército rodeaba el área designada desde las posiciones en el norte. A su vez, ordenó a 3.º Ejército de Tanques de la Guardia de Rybalko que se dirigiera a Breslau, para el 20 de enero girar hacia el sur a lo largo del alto Óder, cortando la retirada del 17.º Ejército. Mientras tanto, los destrozados restos del 4.º Ejército Panzer seguían tratando de alcanzar las líneas alemanas. El 18 de enero, Nehring y el XXIV Cuerpo Panzer se encontraron con que sus rutas de escape hacia el norte habían sido bloqueadas, por lo que se retiraron hacia el oeste, absorbiendo en su camino los restos del LXII Cuerpo de Ejército que había escapado cerco soviético. Buena parte de los restos del LXII Cuerpo habían sido destruidos después de quedar atrapado junto a Przysucha. Protegidos por una espesa niebla, los elementos principales del XXIV Cuerpo Panzer alcanzaron el Varta el 22 de enero, y tras haber enlazado con las tropas del general Von Saucken, finalmente estuvieron en condiciones de cruzar el Óder, a 350 kilómetros de las posiciones que habían ocupado antes del comienzo de la Ofensiva soviética.

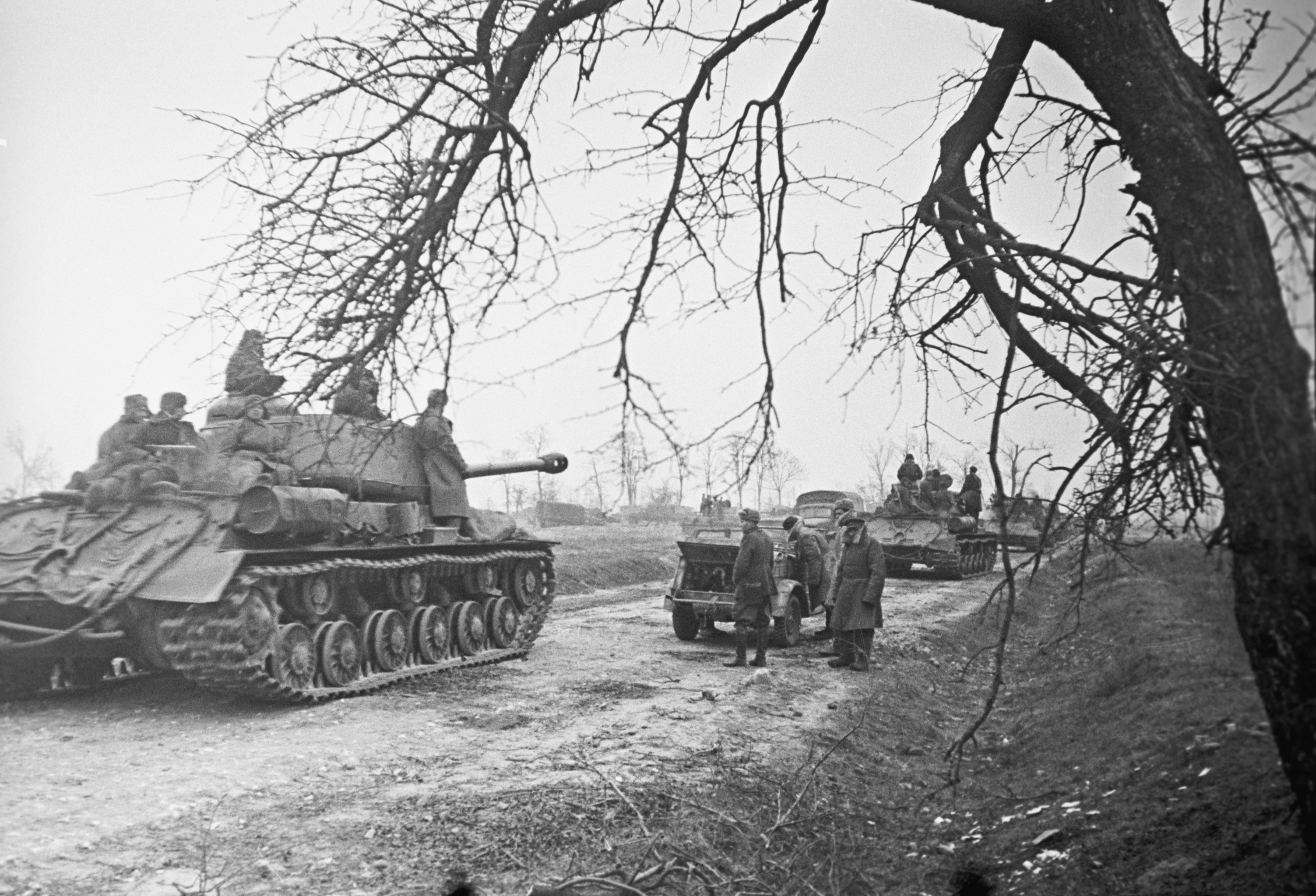
Avance blindado por la brecha en la cabeza de puente al otro lado del río Vístula. Primer Frente Bielorruso.

En el sector norte de la ofensiva, el 1.º Frente Bielorruso de Zhúkov también hizo un rápido progreso, en tanto que el 9.º Ejército no estaba en condiciones de ofrecer una resistencia organizada. Su XXXVI Cuerpo Panzer, que se hallaba estacionado detrás de Varsovia, fue empujado hacia desde el Vístula hacia el sector del vecino 2.º Ejército. Varsovia cayó el 17 de enero, dado que el cuartel general del Grupo de Ejércitos A ya había dado órdenes para que la ciudad fuera abandonada; las unidades del 2.º Ejército de Guardias y el 3.º Ejército de Choque se vieron profundamente afectadas al entrar en la ciudad y comprobar la enorme devastación que las tropas alemanas habían causado después del Alzamiento de Varsovia. Hitler, por su parte, estaba furioso por el abandono de la «fortaleza», por lo que mandó arrestar al Coronel Bogislaw von Bonin, jefe de la Oficina de operaciones del Oberkommando des Heeres (OKH), y destituyó a los comandantes del 9.º Ejército y el XXXVI Cuerpo Panzer: los generales Smilo Freiherr von Lüttwitz y Walter Fries.
Mientras tanto, Stalin estaba insatisfecho por los progresos que realizaba el Tercer Frente Bielorruso de Iván Cherniajovski en su avance hacia Königsberg. Para aislar Prusia Oriental la Stavka ordenó el 20 de enero al 2.º Frente Bielorruso de Rokossovski que se desviara hacia el Báltico. El 21 de enero comenzó el bombardeo de Elbing y los soviéticos avanzaron hacia el Frisches Haff, zona por donde cientos de miles de refugiados alemanes intentaban escapar. Ante esta situación, para salvar a sus soldados y a cuantos civiles fuera posible, los generales Georg-Hans Reinhardt y Friedrich Hossbach, desobedeciendo las órdenes de Berlín, contraatacaron el 26 de enero y consiguieron recuperar Elbing, a pesar de lo cual fueron igualmente destituidos. Rokossovski se vio envuelto en una sucesión de batallas sin demasiada importancia estratégica, pero el desvío de su ejército, que era el encargado de proteger el flanco derecho de Zhúkov, fue lo que definitivamente terminó con cualquier posibilidad de que los ejércitos soviéticos alcanzaran Berlín dos meses antes de lo que lo hicieron.
El 25 de enero de 1945 Hitler reorganizó sus fuerzas y cambió el nombre a sus tres Grupos de Ejércitos: el antiguo Grupo de Ejército Norte se convirtió en Grupo de Ejércitos Curlandia (donde continuó aislado hasta el final de la guerra), el Grupo de Ejércitos Centro se convirtió en el nuevo Grupo de Ejércitos Norte y el Grupo de Ejércitos A desaparecía para convertirse en el Grupo de Ejércitos Centro. Hitler también creó una nueva agrupación, el Grupo de Ejércitos Vístula, aunque era una unidad más teórica que real. A pesar de sus escasos conocimientos militares, el jefe de las SS, Heinrich Himmler, fue nombrado como su comandante. Heinz Guderian quedó sorprendido por este nombramiento y desde que éste se produjera, no dejó de insistir en la necesidad de sustituir a Himmler por algún oficial del Ejército más preparado.

### Ofensiva en Silesia

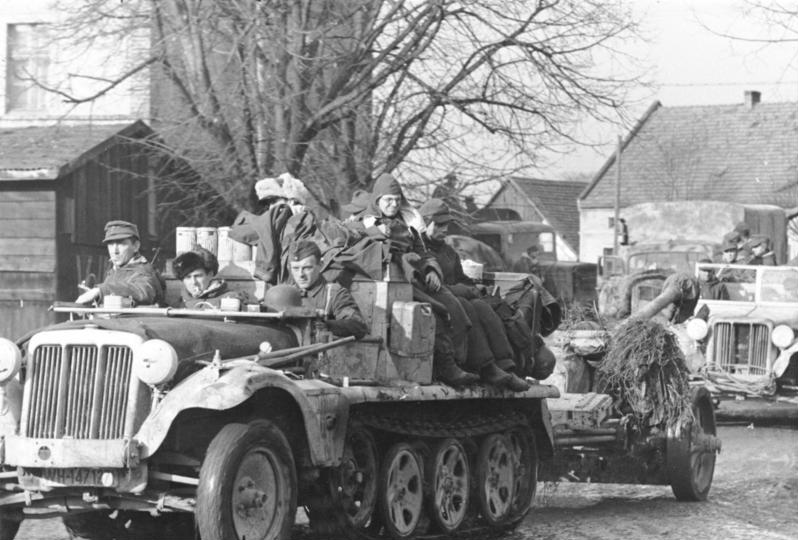
Tropas motorizadas alemanas en Breslau (febrero de 1945).

El 17 de enero, Konev recibió nuevos objetivos, debía avanzar hacia Breslau usando sus fuerzas mecanizadas y usar las fuerzas de armas combinadas de los ejércitos 60.º y 59.º para abrir un ataque en el flanco sur hacia el corazón industrial de la Alta Silesia a través de Cracovia. Esta ciudad se aseguró sin daños el 19 de enero después de que un cerco de los ejércitos 59.º y 60.º, junto con el 4.º Cuerpo de Tanques de la Guardia, obligara a los defensores alemanes a retirarse rápidamente.
La segunda fase de la ofensiva del 1.er Frente Ucraniano fue mucho más compleja, ya que se les pidió que rodearan y aseguraran toda la región industrial de la Alta Silesia, donde estaba atrinquerado el 17.º Ejército de Adelbert Schulz. Konev ordenó que los Ejércitos 59.º y 60.º avanzaran frontalmente, mientras que el  21.º Ejército debía rodear el área desde el norte. Luego ordenó al 3.er Ejército de Tanques de la Guardia de Pável Rybalko, que avanzara hacia Breslau, para luego girar hacia el sur a lo largo del río Óder superior a partir del 20 de enero, cortando así la retirada del 17.º Ejército.
El 25 de enero el general alemán Schulz pidió autorización para retirar a sus 100 000 hombres del saliente que empezaba a formarse alrededor de Katowice. La petición fue rechazada y por ello la volvió a repetir el 26 de enero. Finalmente, Schörner permitió a Schulz evacuar a sus fuerzas en la noche del 27 de enero, mientras Kónev (que había permitido la retirada del 17.º Ejército alemán sin causarle demasiadas bajas) aseguraba la nueva zona conquistada.
Mientras tanto, los restos destrozados del 4.º Ejército Panzer todavía intentaban llegar a las líneas alemanas. El 18 de enero, Nehring y el XXIV Cuerpo Panzer descubrieron que su ruta prevista hacia el norte había sido bloqueada, por lo que retrocedieron hacia el oeste, absorbiendo los restos del XLII Cuerpo que habían escapado del cerco. Gran parte del resto del XLII Cuerpo fue destruido después de quedar atrapado alrededor de Przysucha. Protegidos por una densa niebla, los elementos de vanguardia del XXIV Cuerpo Panzer llegaron a Warthe el 22 de enero y, se reunieron con el Cuerpo Panzer Grossdeutschland de Dietrich von Saucken, finalmente pudieron cruzar el Oder, a unos 350 km de sus posiciones del comienzo de la ofensiva soviética.
Las tropas de Kónev lograron capturar la región de Silesia casi intacta al rodearla rápidamente. Esta zona altamente industrializada sería muy importante para la economía de la posguerra. De igual manera, la pérdida de esta región supuso un duro golpe a la cada vez más debilitada industria armamentística de la Alemania nazi. El Ministro de Armamento Albert Speer le aseguró a Hitler que al perderse esta zona era cuestión de meses para que el Reich se quedara sin material bélico por lo que debería finalizarse la guerra, sin embargo Hitler se negó a escucharlo. La ciudad de Breslau, el centro económico y administrativo de la región, quedó aislada por las tropas soviéticas y se convirtió así en el núcleo de la resistencia alemana en la zona hasta el final de la guerra en mayo (véase Sitio de Breslavia).

### Avance de Zhúkov hacia el Óder

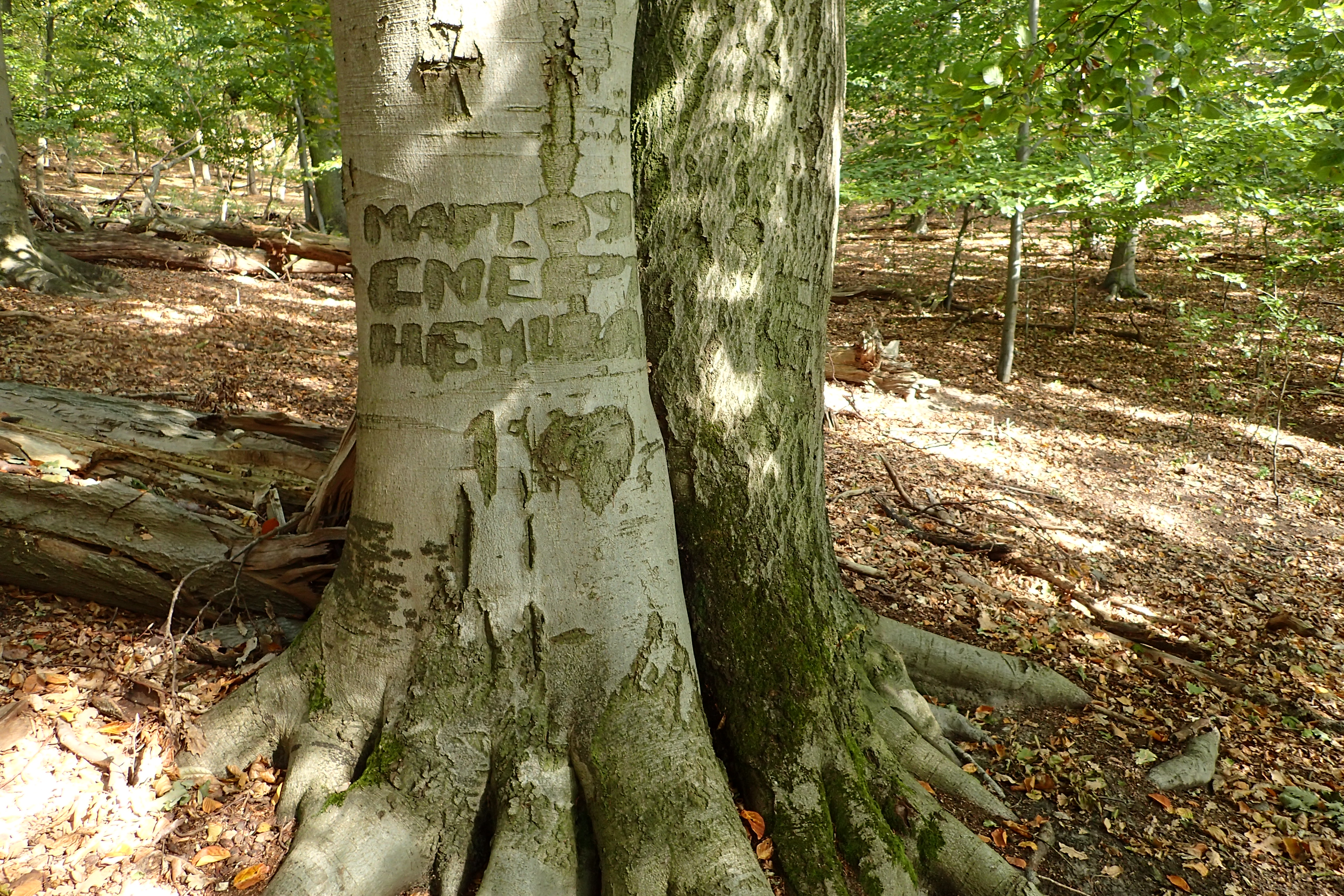
Talla en un árbol en Bielinek (Bellinchen), Pomerania, inmediatamente al este del Oder. Dice, en ruso, «Marzo de 1945, Muerte a los alemanes».

El 21 de enero de 1945, el 1.er Ejército de Tanques de la Guardia (comandante Mijaíl Katukov) soviético cruzó el río Varta al norte de la ciudad de Poznan, y posteriormente, el 24 de enero, estableció una serie de cabezas de puente al sur de Poznan, siguiendo la doctrina estratégica del Ejército Rojo, de la Batalla Profunda (en ruso: Glubokaya operatsiya; Que establece que las unidades móviles soviéticas no deben enfrentarse en combate cuerpo a cuerpo a posiciones fuertes enemigas) las unidades blindadas de Katuzov, rodearon la ciudad y continuaron su avance hacia el oeste en dirección al río Óder, dejando la destrucción de la guarnición sitiada (unos 60.000 alemanes) a unidades de infantería del 8 ° Ejército de la Guardia (véase Batalla de Poznan).
Después de cercar Poznan, el 1.er Ejército de Tanques de la Guardia se internó en la región fortificada del río Óder, enfrentándose a la resistencia irregular de varias unidades del Volksturm y del 9.º Ejército. Sin embargo, se encontraron con una resistencia más fuerte en las proximidades de la fortaleza de Küstrin. La reorganización en la estructura de la comandancia alemana dio como resultado la creación del Grupo de Ejércitos Vístula (al mando del Reichsführer Heinrich Himmler), acompañada de la libre disposición de varias formaciones extra para la defensa; El V Cuerpo de Montaña SS, junto a dos divisiones de infantería de la reserva, fue desplegado a lo largo del río Odra (nombre polaco del río Óder) y del conjunto de fortificaciones fronterizas de preguerra conocido como Tierschtigel Riegel, mientras que a la División de granaderos Panzer Kumark se le ordenó reforzar este sector. El historiador militar Earl Ziemke describió así el avance soviético: 

El día 25 la fuerza principal de Zhúkov sobrepasó Poznań y continuó avanzando hacia el oeste hasta alcanzar Küstrin, situada sobre el río Oder y cuarenta millas al este de Berlín. El camino del avance soviético parecía obra de un gigantesco quitanieves, sobre una línea entre Varsovia y Poznań, y dirigido hacia Berlín. Todo el Grupo de Ejércitos A estaba siendo atrapado entre este punto y el flanco izquierdo, y finalmente arrojado al oeste a través del Oder. En el flanco derecho los alemanes no disponían de nada, a excepción de un escuálido Grupo de Ejércitos que Hitler había creado unos días antes y que había denominado Grupo de Ejércitos Vístula.
Earl Ziemke

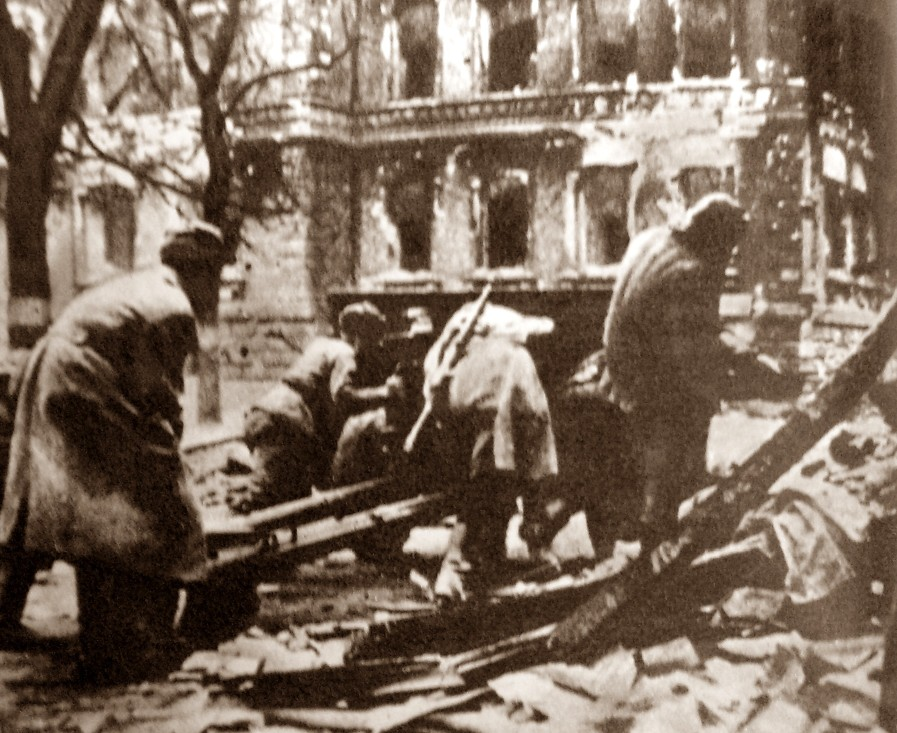
Artillería soviética abre fuego contra posiciones alemanas durante la batalla de Poznan

Después de cercar Poznań a Zhukov aún le quedaban 200 kilómetros para alcanzar Berlín. Desde Poznan la carretera estaba totalmente libre. El 9.º Ejército alemán que supuestamente debía cubrir ese sector, había quedado reducido a un cuartel general y a unas pocas tropas de retaguardiaː dos de sus divisiones habían sido cercadas en Poznan y dos más en Toruń, ambas aisladas porque Hitler las había declarado Festungen (fortalezas).
Si hubiera continuado con su rápido avance Zhúkov hubiera alcanzado el Oder en apenas tres días. Sin embargo, tardó ocho días puesto que los días 27 y 28 de enero, una ventisca enterró bajo varios metros de nieve el oeste de Polonia y el norte de Alemania. Himmler declaró emocionadoː «Dios no se ha olvidado de Alemania». Casi de inmediato aumentaron las temperaturas, la nieve se derritió y la tierra se convirtió en un cenegal. Las tropas acorazadas soviéticas quedaron atascadas en el lodo, incapaces de avanzar.
El 2.º Ejército de Tanques de la Guardia (comandante Semión Bogdanov) y el 5.º Ejército de Choque (comandante Nikolái Berzarin) alcanzaron el Óder sin encontrar apenas resistencia; una unidad del 5.º Ejército de Choque incluso cruzó el río congelado y capturó la ciudad de Kienitz la mañana del domingo, 31 de enero. la Cancillería del Reich estaba a tan solo cien kilómetros de distancia. Ese mismo día, un poco más al sur de Küstrin, el coronel Gusakovsky al mando de la 44.º Brigada de tanques de guardias, cruzó el río Óder y formó una nueva cabeza de puente, acción que le reportó una segunda medalla de oro de Héroe de la Unión Soviética. Los soldados soviéticos de ambas cabezas de puente se dispusieron inmediatamente a atrincherarse en espera de un posible contraataque alemán, que nunca ocurrió, debido a la extrema confusión que reinaba en las filas de la diezmada Wehrmacht.
Para el primer día de febrero las tropas de Zhúkov y de Kónev, habían alcanzado el Óder y se estaban preparando para cruzarlo. Los escasos defensores alemanes estaban desmoralizados. Stalin tenía prácticamente Berlín al alcance de mano. Sin embargo el 2 de febrero la Stavka dio por completada la operación y ordenó a las tropas soviéticas que tomaran posiciones defensivas.
Zhúkov inicialmente esperaba poder avanzar directamente hacia Berlín, dado que las defensas alemanas habían colapsado en gran medida. Sin embargo, la exposición del flanco norte del 1.º Frente Bielorruso en Pomerania, junto con la posibilidad de un contraataque alemán (véase Operación Solsticio) contra sus puntas de lanza, convencieron al mando soviético que antes era esencial limpiar Pomerania y Prusia Oriental de fuerzas alemanas antes de lanzar cualquier ofensiva contra Berlín.

### Ampliación de la cabeza de puente de Küstrin
En marzo de 1945, el avance soviético hacia Berlín se había detenido a lo largo del río Óder, sin embargo el Primer Frente Ucraniano del mariscal Zhukov había ocupado dos cabezas de puente alrededor de Küstrin (el 5.° Ejército de Choque de Berzarin al norte y el 8.º Ejército de Guardias de Chuikov al sur) a unos sesenta kilómetros al este de Berlín. Zhukov quería ocupar Küstrin para de esa forma preparar una amplia zona donde estacionar sus ejércitos para la futura ofensiva sobre Berlín. Mientras tanto, Hitler había decidido lanzar una contraofensiva contra la bolsa sur de Chuikov.
El 22 de marzo, la 25.º división Panzergrenadier recibió órdenes de retirarse de la zona de Küstrin, para reforzar el proyectado contraataque alemán, dejando el corredor de Küstrin completamente desprotegido, circunstancia que inmediatamente aprovecharon el 5.° Ejército de Choque de Berzarín y el 8.º Ejército de Guardias de Chuikov para aislar la guarnición de la fortaleza de Küstrin.
El 27 de marzo, el 9.º Ejército alemán lanzó el proyectado contraataque, con cuatro divisiones desde Fráncfort del Óder, contra el flanco sur del  8.º Ejército de Guardias de Chuikov sorprendiendo a los soviéticos y alcanzando los arrabales de Küstrin. Sin embargo, Chuikov se recuperó rápidamente de la sorpresa inicial y los alemanes fueron diezmados en campo abierto, por la artillería y la aviación soviética, viéndose obligados a retirarse a sus posiciones iniciales tras sufrir fuertes pérdidas. Heinz Guderian defendió ante Hitler la actuación de los comandantes involucrados en la fallida operación, los generales Theodor Buse y Gotthard Heinrici. Esta discusión marcó el punto final de la relación entre el dictador y el general. El 28 de marzo, se le concedió un permiso «por mala salud» y fue reemplazado por el General der Infanterie Hans Krebs, quien a la postre sería el último jefe de Estado Mayor General del Ejército.

## Liberación de los campos de exterminio nazis
El 23 de julio de 1944, el 8.º Ejército de Guardias, de Vasili Chuikov liberó la ciudad polaca de Lublin y, después de una breve escaramuza con las fuerzas alemanas fuera de la ciudad, se encontró con el campo de exterminio de Majdanek. Aunque los soviéticos invitaron a la prensa de todo el mundo a presenciar los horrores del campo, las noticias de la guerra ensombrecieron el evento.

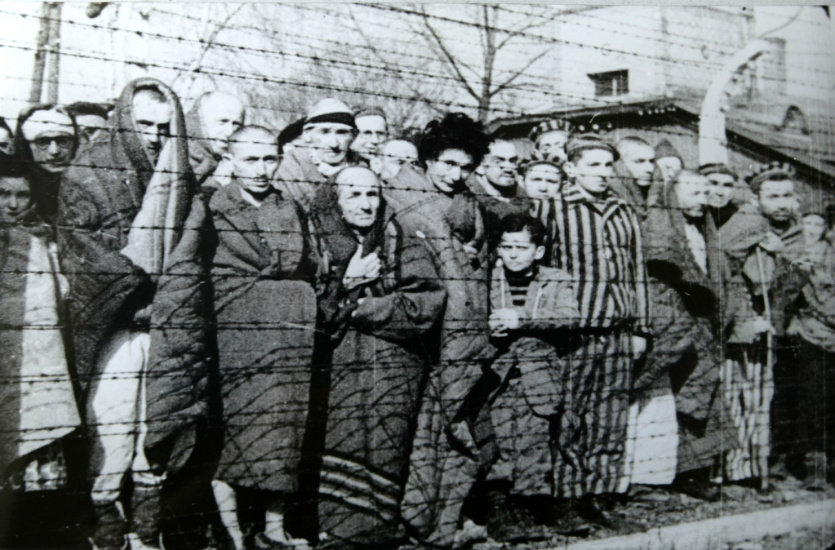
Prisioneros en el campo de exterminio nazi de Auschwitz en Polonia, durante la liberación por parte del Ejército Rojo, enero de 1945

Después de ser sorprendidos con la guardia baja en Majdanek, los nazis se dieron cuenta de que los soviéticos terminarían encontrando todos los campos de exterminio diseminados por Europa del Este (con todos los prisioneros y guardias todavía presentes) si no se hiciera algo. Como resultado, a mediados de enero, las SS y las unidades policiales controladas por los nazis habían comenzado a obligar a miles de prisioneros de los  campos de exterminio de Polonia, Prusia Oriental, Silesia y Pomerania a caminar hacia el oeste lejos del avance del Ejército Rojo. Las marchas de la muerte, que tuvieron lugar a lo largo de cientos de kilómetros en condiciones bajo cero sin alimentos ni medicinas, resultaron en la muerte de miles de prisioneros de campos de concentración y prisioneros de guerra soviéticos en el camino. Se estima que entre marzo y abril de 1945 al menos 250.000 hombres y mujeres marcharon a pie al corazón de Alemania y Austria, a veces durante semanas.
El 27 de enero, las tropas del Primer Frente Ucraniano de Iván Kónev (la 322.ª División de Fusileros del 60.º Ejército) liberaron el campo de exterminio de Auschwitz. A pesar de los intentos de las unidades de las SS en retirada para destruir partes del campo, las fuerzas soviéticas aún encontraron evidencia gráfica del Holocausto. Allí se encontraron a cientos de prisioneros enfermos y agotados. Los alemanes se habían visto forzados a abandonarlos durante la apresurada retirada del campo. También dejaron las pertenencias de las víctimas: 348.820 trajes de hombre, 836.255 abrigos de mujeres y decenas de miles de pares de zapatos. Posteriormente los soviéticos también liberarían otros campos de exterminio como Płaszów (20 de enero de 1945), Stutthof (9 de mayo de 1945) y Ravensbrück (9 de mayo de 1945).

## Limpieza étnica de Pomerania y Silesia

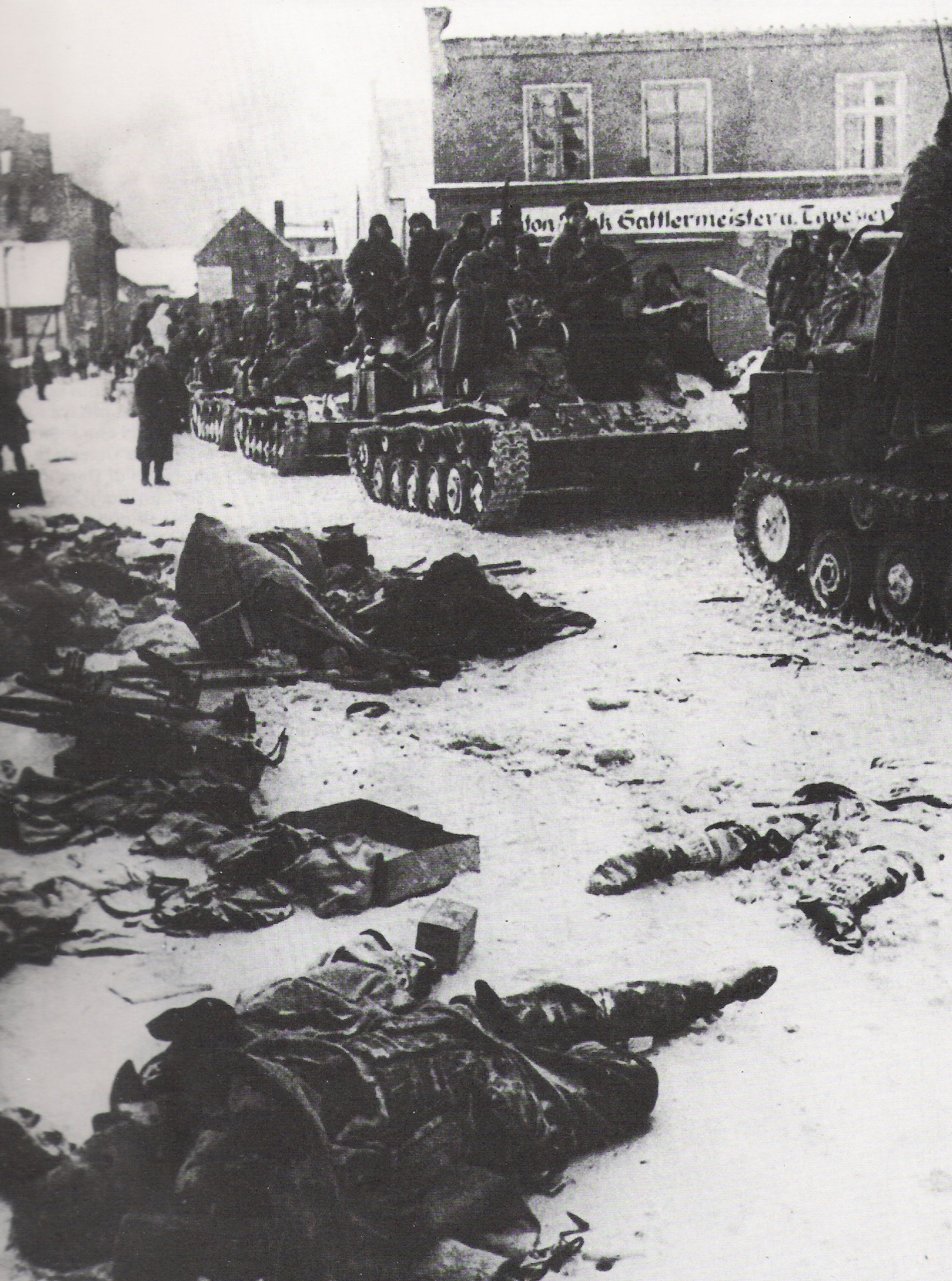
Las tropas soviéticas entran en territorio alemán (enero de 1945).

Los ideólogos nazis ya habían planeado «limpiar» Ucrania, Bielorrusia y gran parte de Rusia, junto con los estados del Báltico de toda su población eslava, con el fin de colonizar estas regiones con población puramente germana y explotarla económicamente en beneficio del Tercer Reich. Esta política motivó a que los soldados alemanes se comportaran más como conquistadores, no como los «libertadores» que decían ser. De acuerdo con Antony Beevor en su libro Stalingrado, los soldados alemanes expulsaban a las familias campesinas de sus casas en medio del invierno ruso, asesinándolas indirectamente, ya que sin hogar ni comida ninguna persona podría sobrevivir las temperaturas de -20 °C típicas de esas regiones. Las destrucciones de aldeas completas y las violaciones de mujeres en masa eran acciones comunes de los soldados germanos, no solo de las Waffen-SS sino también de unidades regulares de la Wehrmacht (véase Mito de la Wehrmacht inocente).
La escritora Úrsula Schele estimó que unos diez millones de mujeres en la Unión Soviética podrían haber sido violadas por la Wehrmacht y que una de cada diez podía haberse quedado embarazada como resultado. Según un estudio de Alex J. Kay y David Stahel, la mayoría de los soldados de la Wehrmacht desplegados en la Unión Soviética participaron en la comisión de crímenes de guerra.
Cuando el rumbo de la guerra cambió en contra de Alemania, la propaganda soviética (véase Ilya Ehrenburg) animó a los soldados soviéticos a que vengaran a sus familiares caídos al entrar a Alemania y a Polonia ejecutando contra la población civil alemana una serie de represalias idénticas a las sufridas por la población civil soviética: saqueos, asesinato indiscriminado de civiles y violaciones masivas de mujeres[cita requerida]. Estas represalias se hicieron terriblemente frecuentes desde los primeros avances del Ejército Rojo, y motivaron que un elevadísimo número de civiles alemanes luchara por huir lo antes posible de sus hogares cuando las fuerzas de la Wehrmacht debieran retroceder ante el avance soviético. 
No sólo los soviéticos descargaban su ira y frustración contra los alemanes, también los soldados polacos del 1.er Ejército polaco, ardían en deseos de vengar las innumerables atrocidades que los alemanes habían cometido en su propio país, su deseo de venganza era tal que incluso Iván Serov, jefe del NKVD en el 1.º Frente Ucraniano, llegó a quejarse a Beria porque interfería en la obtención de información de inteligencia. «La tropa del 1er Ejército polaco, trata a los alemanes con especial severidad» -le escribió-. «A menudo los oficiales y soldados alemanes capturados ni siquiera llegan a las zonas de interrogatorio. Los fusilan por el camino».

## Resultados
Hacia el 31 de enero el Ejército Rojo ya había iniciado el cruce del Óder por varios puntos. Para este momento, la ofensiva soviética había recorrido 500 km, pero el fin del invierno, la falta de apoyo aéreo, la larga línea de suministros y el temor a poder quedar rodeados por los ejércitos alemanes que resistían en Prusia Oriental, Pomerania y Silesia obligaron a que Zhúkov y Kónev detuvieran su avance, para dar tiempo a que los otros frentes soviéticos los alcanzaran. Esta decisión ha sido criticada, ya que en ese momento no había suficientes fuerzas en Berlín, a solo 70 km, para defenderla. La posterior batalla de las Colinas de Seelow y la batalla de Berlín ocasionarían altas bajas a las fuerzas soviéticas, lo que motivaría al general Vassili Chuikov a discutir acaloradamente con Zhúkov la decisión de este último de detenerse.
La ofensiva del Vístula-Óder, sin embargo, constituyó un completo éxito al suponer la destrucción o el aislamiento de un gran número de unidades alemanas que se hallaban situadas en la Polonia ocupada y las provincias orientales alemanas. Si bien los soviéticos se concentraron en la supresión de los reductos alemanes hasta finales de marzo, también se empezaron a realizar los preparativos para la ofensiva final que concluiría con la caída de Berlín, el suicidio de Hitler y la rendición incondicional de Alemania dos meses después.